# 湯瑪斯·哈迪曼
湯瑪斯·哈迪曼（Thomas Hardiman；1965年7月8日—），美國聯邦第三巡迴上訴法院法官。2007年由總統喬治·布殊任命，參議院以95:0票通過。他是布殊任命的第七位第三上訴庭法官。此前為聯邦地區法院法官。
湯瑪斯·哈迪曼於2003年至2007年任美國賓夕法尼亞西區聯邦地區法院法官，他於1994年成為共和黨人。